# Liste der Monuments historiques in Plérin
Die Liste der Monuments historiques in Plérin führt die Monuments historiques in der französischen Gemeinde Plérin auf.

## Liste der Bauwerke
| Bezeichnung | Beschreibung | Standort                             | Kennzeichnung | Schutzstatus | Datum | Bild           |
| ----------- | ------------ | ------------------------------------ | ------------- | ------------ | ----- | -------------- |
| Kreuz       |              | Rue de la Croix-Mérovingienne (Lage) | PA00089417    | Inscrit      | 1925  | weitere Bilder |

## Ehemalige Monuments historiques
| Bezeichnung       | Beschreibung                                         | Standort                                             | Kennzeichnung | Schutzstatus | Datum | Bild           |
| ----------------- | ---------------------------------------------------- | ---------------------------------------------------- | ------------- | ------------ | ----- | -------------- |
| Viaduc de Souzain | 1995 abgebrochen, 2016 aus der Denkmalliste gelöscht | auch auf dem Gebiet der Gemeinde Saint-Brieuc (Lage) | PA00125341    | Inscrit      | 1993  | weitere Bilder |

## Liste der Objekte
- Monuments historiques (Objekte) in Plérin in der Base Palissy des französischen Kultusministeriums